# Rinoceront blanc del nord
El rinoceront blanc del nord (Ceratotherium simum cottoni), és una de les dues subespècies de rinoceront blanc. Es tracta d'un herbívor al qual li agraden les pastures i els boscos de sabana. Anteriorment s'estenia per diversos països de l'Àfrica oriental i central al sud del Sàhara. Ha estat catalogat com en perill crític, situació agreujada amb la mort de l'últim mascle el 19 de març del 2018. Amb una població de més de 2.000 individus el 1960, la xifra va quedar reduïda a tan sols 15 el 1984.
Seguint el concepte d'espècie filogenètica, investigacions recents han suggerit que el rinoceront blanc del nord podria ser una espècie totalment diferent, en lloc d'una subespècie del rinoceront blanc. En aquest cas, el nom científic correcte per al primer seria Ceratotherium cottoni. Diferències morfològiques i genètiques suggeririen que les dues espècies propostes s'han separat durant almenys un milió d'anys. No obstant això, els resultats de la investigació no van ser universalment acceptats per altres científics.

## Població salvatge
El rinoceront blanc del nord abans s'estenia a parts del nord-oest d'Uganda, al sud del Sudan del Sud, la part oriental de la República Centreafricana, i al nord-est de la República Democràtica del Congo.S'estenia possiblement cap a l'oest fins al llac Txad, al Txad i el Camerun.
Els caçadors furtius en van reduir la població de 500 a 15 en els anys 1970 i 1980. Des de principis de 1990 fins a mitjans de 2003, la població es va recuperar a més de 32 animals. Els recomptes realitzats el 2000 van indicar que la població havia començat a recuperar-se, amb 30 animals confirmats el 2000, i possiblement altres sis. Des de mitjans de 2003, la caça furtiva s'havia intensificat i la reducció de la població silvestre de 5 a 10 animals que vivien al Parc Nacional del Garamba.
El 2006, quatre rinoceronts vivien al Parc Nacional del Garamba que varen ser els últims rinoceronts blancs del nord silvestres coneguts, segons el Fons Mundial per la Natura. No obstant això, al juny de 2008 es va informar que la subespècie podia ser extingida en la natura, ja que no hi ha hagut cap albirament d'aquests quatre individus restants coneguts des del 2006 ni dels seus signes des de 2007, malgrat una recerca per terra sistemàtica intensiva i recerques aèries el 2008. Unes restes varen ser trobades. Des del 2011, aquesta població és considerada com probablement extinta. Si es confirma, això faria que el rinoceront blanc del nord estigués extingida a la naturalesa, a part dels esforços d'última oportunitat per l'Ol Pejeta Conservancy per reintroduir-la en estat salvatge.
El 28 de novembre de 2009, dos pilots d'helicòpters russos van dir haver vist rinoceronts blancs del nord al sud del Sudan. Es creu que els tres rinoceronts que van ser albirats pertanyien a aquesta subespècie, ja que altres rinoceronts no han estat vivint a la zona durant molt de temps. No obstant això, a partir d'agost de 2011, no s'han reportat altres albiraments.

## Declivi final de l'espècie
A finals del 2009 tan sols en quedaven vuit exemplars vius identificats, tots ells en captivitat. Dos eren al Parc Zoològic de San Diego (Califòrnia) i altres sis al zoològic de Dvůr Králové, a la República Txeca. D'aquests últims, quatre –dos mascles i dues femelles– van ser traslladats, el 20 de desembre del 2009, a l'Ol Pejeta Conservancy a Kenya –una reserva de fauna amb orígens en la dècada del 1940– en un projecte per procurar-ne la reproducció en un entorn especialment protegit, dins del seu territori natural, i així salvar la subespècie.
El 26 de maig del 2011 es va produir la mort de Nesari, una de les dues femelles que havien quedat a Dvůr Králové, i la segona, Nabire, va morir el 27 de juliol del 2015.
Dels dos rinoceronts blancs del nord que vivien en el parc de San Diego, Angalifu, un mascle, va morir al desembre de 2014, i Nola, una femella, va morir el 22 de novembre de 2015.
Un dels quatre individus traslladats a Kenya, el mascle Suni, va morir a l'octubre de 2014. El 20 de març de 2018 es va fer públic que el dia abans s'havia hagut de sacrificar a Kenya el darrer exemplar mascle viu, Sudan, de 45 anys, per culpa del seu mal estat de salut. Amb la seva mort sols queden dues femelles vives d'aquesta subespècie. Es tracta de Najin, filla de Sudan, i de la de filla d'aquesta, Fatu.